# 残酷を超えた驚愕ドキュメント・カランバ
『残酷を超えた驚愕ドキュメント・カランバ』（原題：Dolce e selvaggio、英題：Sweet and Savage）は、1983年に公開されたイタリアのドキュメンタリー映画である。 

## 概要
『グレートハンティング』の映画監督マリオ・モッラによる残酷もの3部作（「Savage Trilogy」、『グレートハンティング』、『グレートハンティング2』、『カランバ』よりなる）の最後の作品。公開当時のテレビCMではジープに腕をくくりつけられた男の腕がちぎれるシーンが話題になった。このシーンは『グレートハンティング』の人間が動物に食い殺されるシーン同様にやらせだと言われている。
日本公開時の惹句は「いま見なければ、生涯見られない。」なお、現時点で日本国内でビデオ、DVDは発売されていない。

## 映画の内容
世界各国のカメラマンが映し出した、日本を含む世界のあらゆる場所での新聞やテレビで報じられない残酷なシーンを取り上げる。内容はヒマラヤの奥地での鳥葬の儀式、中東の戦線での凄絶な現場、映画撮影中のスタントマン転落事故の決定的瞬間、ボリビアでの牛の頚動脈を切って出た血を飲む奇祭、プエルトリコでの20階建てのビルの間の綱渡りで失敗し、道路に落下する決定的瞬間、アンデスでの聖ペテロと聖パウロの祝日に住民が二手に分れ石を投げ合う風習、インディオの収穫祭での市民同士でのムチを使った殴り合いなど。 
　

## スタッフ
- 監督：マリオ・モッラ、アントニオ・クリマティ（イタリア語版）
- 製作：アレッサンドロ・フラカッシ
- 音楽：ダニエレ・パトゥッキ
- 編集：マリオ・モッラ 、アントニオ・クリマティ
- ナレーション訳：進藤光太
- ナレーター：金内吉男

## 関連作品
- 『グレートハンティング』（1975年）
- 『グレートハンティング2（英語版）』（1976年）
- 『グレートハンティング'84』（1983年）